# Berättelser från träskmarkerna
Berättelser från träskmarkerna är en kinesisk rövarroman med muntligt ursprung som nedtecknades första gången under Yuandynastin på 1300-talet. Verket, som finns tillgängligt i många olika versioner, brukar tillskrivas Shi Nai'an och räknas till De fyra stora talspråksromanerna.

## Historisk bakgrund
Boken är löst inspirerad av den historiska rövarhövdingen Song Jiang och hans 36 rövare som härjade i områdena kring Huaifloden under den Norra Songdynastins sista kaotiska år. Song Jiang och många andra av romanens karaktärer baseras på verkliga historiska personer, som kommendanten i det kejserliga livgardet Gao Qiu och den maktlystne statsministern Cai Jing. Enligt de historiska hävderna övergav sig Song Jiang och hans rövare till kejsar Song Huizongs styrkor 1121 för att bistå denne att slå ned ett uppror. Bara några år senare ledde det politiska kaoset till att Jindynastins erövrade Norra Kina och kejsarhuset Song tvingades flytta till Hangzhou i södra Kina.
Det uppstod efterhand en rad sägner om dessa rövarband som placerats på olika ställen i Kina. Enligt en tradition hade rövarna sitt läger i Taihang-bergen, enligt en annan kring Liangshan-berget i häradet med samma namn i Shandong-provinsen.

## Versioner och författare
Boken finns i flera olika versioner och den äldsta tryckta upplagan har daterats till år 1540. Olika upplagor har mellan 70 och 100 kapitel. Enligt gammal hävd anses Shi Nai'an vara författare till den 70 första, medan Luo Guanzhong skrivit de 30 sista. Den mest spridda standardutgåvan har 70 kapitel och gavs ut av litteraturkritikern Jin Shengtan år 1644.
Berättelser från träskmarkerna är huvudsakligen skriven på kinesiskt vardagsspråk, vilket ligger nära dagens standardkinesiska. I texten förekommer också poetiska partier skrivna på klassisk kinesiska, som ofta får förebåda vad som kommer att hända i senare kapitel.

## Handling
Ett genomgående tema i boken är att det är svårt att vara en rättfärdig man i en orättfärdig tid av moraliskt och politiskt förfall. Romanen har en synnerligen rikt persongalleri och handlar om olika rövargäng som härjar i träskmarkerna kring berget Liangshan i nuvarande Jining. Många av rövarna är ursprungligen ämbetsmän, militärer och munkar som hamnat på kant med korrupta myndigheter och därför tvingats ta till stråtröveri. Andra tvingas gå med i rövarbanden när de tillfångatagits eller lurats begå brott av andra rövare.
De olika rövarna, som ofta benämns som "raska karlar" (好汉), sätter rättrådighet, vänskapsband och sonlig vördnad högre än lydnad till lagen och är ofta beredda att döda för att hämnas en oförrätt. Rövarna stjäl inte från fattiga och har sin egen ridderliga kodex. Rövarna kan förlåta nästan vad som helst, till och med mord, om det gjordes i fyllan och villan snarare än av elakhet.
En del av personerna i verket besitter nästintill övermänsklig styrka som tigerdödaren Wu Song och den svarta virvelvinden Li Kui, medan andra har magiska krafter som det vingfotade sändebudet Dai Zong och den daoistiske mästaren Gongsun Sheng.
Allteftersom går de olika rövarbanden ihop för att bilda ett gäng laglösa kämpar på 108 man under ledning av Song Jiang, som tidigare varit tingsnotarie. Även om de olika rövarna ofta hamnar i strid med myndigheternas trupper hoppas Song Jiang att få kejsarens erkännande. Till exempel säger Song vid ett tillfälle till en tillfångatagen general:
| ”                                             | Hur skulle denne ovärdige person våga sätta sig upp mot kejsaren? sade Song Jiang. Hårt ansatt av bestickliga ämbetsmän råkade jag begå ett svårt brott. Därför tvingas jag tillfälligtvis söka en fristad i mitt läger i träskmarkerna, där jag avvaktar att Kejsaren ska utlysa allmän benådning. | „ |
| – Berättelser från träskmarkerna, kapitel 57. | |   |

## Kulturell påverkan
Berättelser från träskmarkerna har haft en stor påverkan på både kinesisk och östasiatisk litteratur inte minst på Wuxia-genren som är ett slags hjältesagor. Romanens rebelliska riddarideal har ofta tjänat som inspirationskälla för kinesiska revolutionärer i olika epoker. Romanen ska ha varit en av få ägodelar som Mao Zedong tog med sig från föräldrahemmet när han lämnade sin hemby. Mao använde ofta uttryck och metaforer hämtade från verket i sina tal och skrifter. Det mest kända uttrycket är "papperstiger" som spritt sig till andra språk. Den nationalistiske underrättelseagenten Dai Li hör också till dem som påverkats av bokens osjälviska riddarideal.
Under kulturrevolutionens sista år lanserade Mao Zedong en kampanj för att "kritisera Berättelser från träskmarkerna och fördöma Song Jiang". I en ledarartikel i Folkets Dagblad 1975 utpekades rövarhövdingen Song Jiang för att vara en principlös revisionist och pultron som trots sitt rebelliv accepterade kejsarens amnesti.
Berättelsen om den rike lättingens Ximen Qings kärleksaffär med Guldlotus och deras mord på hennes make, som skildras i kapitel 23 till 25, har fått tjäna som utgångspunkt till den erotiska 1500-talsromanen Jin Ping Mei, som dock ger historien en annan upplösning.
Boken har också inspirerat den moderna populärkulturen i Asien och TV-spelsserien Suikoden är löst baserad på dessa böcker.

## Översättningar
Romanen finns i ett stort antal olika översättningar på olika språk som baserar sig på olika versioner av verket. Redan på 1750-talet kom en japansk översättning ut under namnet Suikoden, vilket är det japanska uttalet av romanens kinesiska namn. Pearl S. Buck och Sidney Shapiro har publicerat de mest kända engelska översättningarna av verket.
Göran Malmqvist gav 1976–1979 ut en svensk översättning av 70-kapitelsversionen i fyra volymer. Den är illustrerad med träsnitt från Ming-utgåvan 1610.